# G.G. Jackson
Gregory Jackson II, detto G.G. (Columbia, 17 dicembre 2004), è un cestista statunitense, professionista nella NBA con i Memphis Grizzlies.

## Carriera
Dopo aver trascorso una stagione con i South Carolina Gamecocks, nel 2023 si dichiara per il Draft NBA, venendo selezionato con la quarantacinquesima scelta assoluta dai Memphis Grizzlies. Il 31 agosto viene firmato con two-way contract.

## Statistiche

### College
| Anno      | Squadra        | PG | PT | MP   | TC%  | 3P%  | TL%  | RP  | AP  | PRP | SP  | PP   |
| --------- | -------------- | -- | -- | ---- | ---- | ---- | ---- | --- | --- | --- | --- | ---- |
| 2022-2023 | S.C. Gamecocks | 32 | 29 | 31,9 | 38,4 | 32,4 | 67,7 | 5,9 | 0,8 | 0,8 | 0,8 | 15,4 |
| Carriera  | Carriera       | 32 | 29 | 31,9 | 38,4 | 32,4 | 67,7 | 5,9 | 0,8 | 0,8 | 0,8 | 15,4 |

### NBA

#### Regular Season
| Anno      | Squadra           | PG | PT | MP   | TC%  | 3P%  | TL%  | RP  | AP  | PRP | SP  | PP   |
| --------- | ----------------- | -- | -- | ---- | ---- | ---- | ---- | --- | --- | --- | --- | ---- |
| 2023-2024 | Memphis Grizzlies | 48 | 18 | 25,7 | 42,8 | 35,7 | 75,2 | 4,1 | 1,2 | 0,6 | 0,5 | 14,6 |
| 2024-2025 | Memphis Grizzlies | 29 | 3  | 15,8 | 37,2 | 33,7 | 72,5 | 3,2 | 1,0 | 0,4 | 0,2 | 7,2  |
| Carriera  | Carriera          | 77 | 21 | 22,0 | 41,3 | 35,2 | 74,6 | 3,7 | 1,1 | 0,5 | 0,4 | 11,8 |

### G League
| Anno      | Squadra        | PG | PT | MP   | TC%  | 3P%  | TL%  | RP  | AP  | PRP | SP  | PP   |
| --------- | -------------- | -- | -- | ---- | ---- | ---- | ---- | --- | --- | --- | --- | ---- |
| 2023-2024 | Memphis Hustle | 22 | 22 | 35,4 | 43,3 | 31,1 | 83,1 | 7,3 | 1,8 | 0,9 | 1,3 | 20,0 |
| 2024-2025 | Memphis Hustle | 9  | 9  | 30,5 | 40,0 | 33,3 | 73,2 | 6,2 | 3,0 | 0,8 | 0,7 | 18,0 |
| Carriera  | Carriera       | 31 | 31 | 34,0 | 42,4 | 31,7 | 79,0 | 7,0 | 2,1 | 0,9 | 1,1 | 19,4 |

## Palmarès

### Individuale

#### NBA
- NBA All-Rookie Second Team (2024)